# Penisola di Setúbal
La penisola di Setúbal è una subregione statistica del Portogallo (vecchia regione di Lisbona e Valle de Tago), parte della regione di Lisbona, che comprende la metà nord del distretto di Setúbal. Confina a nord con l'estuario del Tago (oltre il quale si trova la Grande Lisbona) e la Lezíria do Tejo, ad est con l'Alentejo Centrale, a sud con l'Alentejo Litorale e ad ovest con l'Oceano Atlantico.

## Suddivisioni
Comprende 9 comuni:
- Alcochete
- Almada
- Barreiro
- Moita
- Montijo
- Palmela
- Seixal
- Sesimbra
- Setúbal